# ベムラー (ウルトラ怪獣)
ベムラーは、特撮テレビドラマ『ウルトラマン』をはじめとするウルトラシリーズに登場する怪獣。別名は宇宙怪獣。

## 『ウルトラマン』に登場するベムラー
第1話「ウルトラ作戦第一号」に登場。
「宇宙の平和を乱す、悪魔のような怪獣」として恐れられている狂暴な性質の宇宙怪獣。全身に鱗のような硬い皮膚と毒が含まれた鋭い棘が生え、小さな前肢と長い尾を持ち、2足歩行を行う。青い球体に変身して宇宙空間をマッハ1.3（竜ヶ森上空では約マッハ2）の速度で移動できるほか、水中でも活動できる。40万馬力の力を持つが、両腕が退化していることから接近戦は苦手である。武器は口から吐く青色の熱光線。
ウルトラマンによって宇宙の墓場へ護送される途中で逃走して地球に飛来し、竜ヶ森湖の湖底に潜伏して長旅の疲れを癒していた。科学特捜隊の上空と湖底の両面から攻撃を仕掛けるウルトラ作戦第1号によって水上へいぶり出され、その際にハヤタの乗るS16号も地上に引きずり上げて噛み砕こうとするが、彼の変身したウルトラマンと戦い、最後は青い球体に変身して逃亡を企てたところをスペシウム光線で爆破される。
- スーツアクター：荒垣輝雄[1][7]
- 名前はウルトラマンの企画段階での名称「科学特捜隊ベムラー」に由来する[出典 6]。
- デザインは成田亨が担当した[7][17]。顔は獅子をイメージしている[7][17]。
- 造型は高山良策が担当した[7]。スーツの素材には、プールでの撮影を想定して吸水性のウレタンではなく発泡性ゴム素材のフォームラバー[18]が使用されている[14]。腕部はスーツアクターの腕が入らないサイズであり、人間が入っていることを隠すためにその細さを強調しているとされる[19][9]。成田は、内部にスーツアクターが腕を上げて入り、頭部の角を動かすという案も想定していた[19][17]。その後、スーツはギャンゴに改造された[出典 7]。
- 鳴き声はゴジラのものを逆再生で早回しにしている[23]。
- 脚本ではウルトラマンと戦った末に青い球体の姿で逃亡を図り、そこで力尽きる予定だった[14]。
- ベムラーが送られるはずだった「宇宙の墓場」について、劇中では具体的な説明はない。第35話には怪獣墓場という類似した名称の場所も登場しており、資料によってはこれらを同一視しているもの[24]と、両者を明確に区別しているもの[25][26]がある。書籍『ウルトラマンベストブック』では、宇宙の墓場は宇宙の平和を乱した怪獣が光の国の掟で死刑を執行される処刑場としており、怪獣墓場とは天国と地獄ほどの違いがあると記述している[25]。
- 青色の熱光線は、『ウルトラマンM730 ウルトラ怪獣攻げき技大図鑑』にて「ペイル熱線」と名付けられた。
- 『ウルトラマンティガ』に登場するヤナカーギーや、『ULTRAMAN』に登場するビースト・ザ・ワンのモデルであり[16]、『ティガ』でヤナカーギーが封印されていた場所は、ベムラーが出現する場所と同じく竜ヶ森湖となっている。また、『ネオ・ウルトラQ』でニルワニエが向かう場所も竜ヶ森である。
- 『ウルトラQ』と『ウルトラマン』の間の出来事を描いた円谷プロ公認のPCゲーム『ウルトラ作戦 科特隊出撃せよ!』第5話「龍伝説を追え」に登場する女神竜ミドのボディはベムラーに近いものになっており、造形を担当した稲田喜秀も「ミドはこの後、ベムラーになった」とイメージしていた旨を語っている[27]。なお、同ゲーム最終話「首都戒厳令!!」のエンディングでは、青い球体の姿で地球に飛来するベムラーが描かれている。

## 『大怪獣バトル ウルトラ銀河伝説 THE MOVIE』に登場するベムラー
映画『大怪獣バトル ウルトラ銀河伝説 THE MOVIE』に登場。
かつてウルトラマンに倒された個体とは別の個体。冒頭にて青い球体の姿で飛行し、赤い光を纏ったウルトラマンメビウスに追跡される。惑星アルファに降り立っての対決では、青色熱光線を連射して攻撃するが通じず、メビュームシュートで倒される。
また、百体怪獣ベリュドラの左腕を構成する怪獣の1体となっている。
- 短編を除けば映像作品への登場は『ウルトラマン』第1話以来、43年ぶりとなった[32]。
- 当初はゼットンが登場する予定であったが、造型の品田冬樹の提案によって変更された[33]。
- スーツはアトラクション用の流用であり、頭部が上を向けられるように改造された[34]。造形チームのプロデューサーである澗淵隆文は、流用した時点でスーツの損傷が大きく、「一から作った方が早かった」と述べている[33]。
- 冒頭にてメビウスに追跡されるシーンは、『ウルトラマン』第1話を踏襲している[32]。

## 『ウルトラゾーン』に登場するベムラー
『ウルトラゾーン』の第21話・第22話のドラマパート「悪魔が降りた日」（前編・後編）に登場。
青い球体の状態で新宿中心部に落下する。青い球体の前にて偶然合流した、入院中の宇佐美探偵を見舞いに新宿の病院へ向かう途中の探偵助手の小早川真弓、刑事の松原俊太郎と高木透と、内勤であるにもかかわらず新宿のパトロールに向かうことになった怪獣特捜隊のタカダ・リホ隊員を巻き込み、新宿の市街地で暴れ始める。4人は怪獣特捜隊や防衛軍からの支援も受けられない中、高性能時限手榴弾で廃ビルを倒壊させてベムラーを倒すことを決意し、囮役とビル爆破役の二手に分かれ、行動を開始する。しかし、4人の作戦が成功したかは劇中で語られていない。
- スーツアクター：新井宏幸
- 作中では登場人物からノストラダムスの恐怖の大王にたとえられる。
- スーツは、初代と同様に股の部分が弛んだ形状であったものを造型の品田冬樹が撮影前に見映えを良くしようとV字に改修していたが、監督の田口清隆が初代と同じ形状にすることを要望し、元に戻された[37]。
- 第13話アイキャッチでは、温泉の露天風呂に浸かっている姿が描かれている[38]。

## 『ウルトラゼロファイト』に登場するベムラー
『ウルトラマン列伝』内のアクションドラマ『ウルトラゼロファイト』第1部「新たなる力」に登場。
バット星人グラシエが怪獣墓場から蘇らせた怪獣軍団の1体。サドラ、グドン、テレスドンと共に出現し、怪獣墓場を訪れたウルトラマンゼロを襲うが、テレスドン共々ルナミラクルゼロのミラクルゼロスラッガーによって倒される。

## 『ウルトラマンギンガS』に登場するベムラー（SD）
『ウルトラマンギンガS』第9話「取り戻す命」に登場。
ガッツ星人ボルスト（SD）がモンスライブし、ウルトラマンビクトリーと互角の戦いを繰り広げていたベムスター（SD）に加勢しようと分身したボルストがモンスライブしたため、ボルストの分身能力や口から吐く金縛り光線が使用可能。原典の個体よりはるかに多彩となった能力でビクトリーや駆け付けたウルトラマンギンガを翻弄するが、ギンガの機転で金縛り光線を自身が受けてしまい、身動きが取れなくなったところにウルトラマンギンガストリウムのスペシウム光線を受け、倒された。
- スーツアクター：力丸佳大
- 前作『ウルトラマンギンガ』では「ダークスパークウォーズ」に参戦しており、その際にダークルギエルによってスパークドールズに変えられるシーンがある。

## 『ウルトラマンX』に登場するベムラー
『ウルトラマンX』第1話「星空の声」、第20話「絆 -Unite-」に登場。
第1話では、冒頭に夜の工事現場付近にあったスパークドールズが実体化する形で登場。
第20話では、Xio副隊長の橘さゆりの娘2人が父と共に暮らすカナダのとある湖に出現し、湖畔にいた彼女たちへ襲いかかるが、新宿にいた橘が変身したウルトラマンネクサス アンファンスが駆けつけ、戦闘となる。その後は描かれていないが、アンファンスに倒されたことがXioへ報告されている。
- 第20話での登場は制作統括の岡崎聖の提案によるもので、『ウルトラマンネクサス』の関連作品『ULTRAMAN』に登場するビースト・ザ・ワンがベムラーをオマージュしていたことに由来する[46]。

## ベムラー（強化）
『ウルトラマンオーブ』第18話「ハードボイルドリバー」に登場。
シャプレー星人カタロヒによって操られている個体。パワーストーンと評されるヤセルトニウムの母体石で吸い取られた、人間の生体エネルギーによって強化されている。過去作品の登場個体とは違い、頭部に光線技を吸収して大幅に戦闘力を強化できる2本の角が生えており、角と背びれの色は青い。また、口から吐く熱線はハイパーペイル熱線に強化されている。
カタロヒに呼び覚まされた直後、スペシウムゼペリオン形態で現れたウルトラマンオーブと交戦し、オーブのスペリオン光線を吸収しつつハイパーペイル熱線で苦戦させるが、オーブオリジン形態となったオーブに圧倒されたうえに角もオーブカリバーで叩き折られ、最後はオーブフレイムカリバーで倒される。
- スーツアクター：横尾和則[52]
- ベムラーの登場は第18話監督の武居正能が『ウルトラマン』50周年にちなんで要望したものであるが、登場にあたって新規要素を求められたため、角をつけることとなった[53][51]。
- デザインは後藤正行が担当した[54][55]。デザイン画はイラストではなく、既存スーツの写真を加工している[出典 12]。デザインとしては、オリジナルとの馴染み具合が意識されている[55]。造型では角の形状がデザイン画とは異なり、首周りの色も省略されており[55]、胴体の色もそのままとなった[54]。

## 『ウルトラマンタイガ』に登場するベムラー
『ウルトラマンタイガ』第18話「新しき世界のために」に登場。
作中世界の地球にて地球人社会の転覆を目論むフック星人によって操られる個体。夜の街に出現してウルトラマンフーマを圧倒するが、ウルトラマンタイタスへ交代された後は青白い熱光線も効かず格闘戦で圧倒され、アストロビームで倒される。
- スーツアクター：永地悠斗
- 容姿は『オーブ』の強化個体と違い、過去の登場個体と同様。背びれの色も戻されている。

## 『ウルトラマンデッカー』に登場するベムラー
『ウルトラマンデッカー』第4話「破壊獣覚醒」に登場。
GUTS-SELECTの隊員訓練用のVRゴーグルを用いた市街戦シミュレーション映像に出現した訓練用の怪獣。
- スーツアクター：岡部暁

## その他の作品に登場するベムラー
- 映画
  - 『長篇怪獣映画ウルトラマン』では、科学特捜隊に追われて逃げ込んだ先の竜ヶ森湖にて特殊潜航艇S16号のミサイルで倒される[5][62]。映像はスペシウム光線で爆破されるシーンの流用。
  - 『新世紀2003ウルトラマン伝説 THE KING'S JUBILEE』では、ウルトラマンキングの誕生日を怪獣たちと共に祝福する。
  - 『大怪獣ラッシュ ウルトラフロンティア』の劇場版ショートムービー「VEROKRON hunting」では、ハンターステーションにてプラズマ怪獣多数出現を報じる映像に映っている姿が確認できる。
  - 『ULTRAMAN: RISING（英語版）』では、冒頭に登場。サトウ教授が変身したウルトラマンと戦った怪獣の1つとされる[63]。
- 小説
  - 金城哲夫による小説『小説 ウルトラマン』では、ウルトラマンはベムラーをスペシウム光線で撃破せず、顎へのチョップで失神させて宇宙の怪獣墓場へ連行し、護送任務を無事に遂行する。
  - 三島浩司による小説『ウルトラマンデュアル』では、過去にウルトラマンデュアルを苦しめた最も強力な怪獣として名前が挙がっている。
- 漫画
  - 宮田淳一による漫画『ウルトラマン地球へ』[注釈 4]では、宇宙の墓場へ護送されていた際の様子が描かれている。逃走したベムラーはウルトラマンの友人であるクロードを殺害して地球へ逃亡し、ウルトラマンはクロードからベーターカプセルを託されて原典第1話につながるという展開になっている。
  - 居村眞二による漫画版『ウルトラマン80』では、デビロンが80に見せる幻影として登場。
  - 『ウルトラマン超闘士激伝』では、ウルトラ戦士に勝ちたいと願う怪獣たちの1匹として登場。ゴーデスに利用され、ゲルカドンがモチーフの鎧と合体した「邪生鋼戦士ゲルガン」となる。
  - 『ウルトラマン THE FIRST』では、第1話に登場。肩の棘は原典の個体より増量されている。ウルトラマンは可能であればベムラーを生け捕りにすることを望むが、ウルトラマンに初めて変身したハヤタは十分に闘えず、やむをえずスペシウム光線でベムラーを撃退する。
  - 『大怪獣バトル ウルトラアドベンチャー』では、ゴモラに続く主人公の第二の主力怪獣となり、宇宙空間では青い球体と化して主人公とピグモンの乗るキングジョースカーレットの頭部を抱えて飛行する。ピグモンには「弱い方」と言われ、拗ねる。
  - 『酩酊!怪獣酒場』では、怪獣酒場のアルバイターたちとスナックで知り合った怪獣として登場。食い逃げの常習犯で3年間服役していた。出所後も再び食い逃げしようとするが、アルバイターたちやスナックのママさんの人柄に絆されて改心した。
- ライブステージ
  - 「ウルトラファミリー大集合 in すかがわ2003」では、ベムラーが超進化したベムラー（進化態）が登場。体型は6つの脚を持つ形に変化している[64]。
  - 「ウルトラマンフェスティバル2004」では、ヤプールが率いる怪獣軍団の1体として登場、ウルトラマンやウルトラセブン、ウルトラマンノアと戦い、倒される。
  - 「ウルトラマンフェスティバル2005」では、第2部の冒頭でゴモラやドラコと共にウルトラマンマックスと戦う。
  - 「ウルトラマンフェスティバル2010」では、シミュレーションルームのホログラムで構成されたテスト用の怪獣として登場。レッドキング共々ウルトラマンゼロ・キーパーフォームのブレードで切り裂かれる。
- その他
  - 『ウルトラマンタロウ』第40話では、回想シーンの35大怪獣・宇宙人の1体として登場。鳴き声はベムスターに変更されており、オープニングでは「冷血宇宙怪獣」という肩書きで表記されている。
  - 『ウルトラマンゼロ&オールスターウルトラマン 超絶!ウルトラリーグ』（『てれびくん』2011年6月号掲載分）では、怪獣軍団の1体としてウルティメイトフォースゼロを襲うが、メトロン星人共々助けに現れたウルトラマンダイナのフラッシュバスターに敗れる。
  - 『ウルトラ怪獣擬人化計画』では、スレンダーボディのベムラーさんとして擬人化された（キャラクターデザイン：minoa〈ニトロプラス〉）[65]。

## 評価
メディア・ヴァーグのニュースサイト「マグミクス」では、2022年7月30日に配信した記事「『ウルトラマン』最初の怪獣「ベムラー」はなぜ人気低い？ 不遇扱いのワケ」において、「ウルトラ怪獣総選挙」（2013年開催）での第37位、「好きな『初代ウルトラマン』の怪獣・宇宙人ランキングTOP30」（2022年開催）での第27位という低い投票結果を踏まえ、日本の特撮史において超重要であるものの人気・認知度においては芳しくないのが現状のようであり、回を重ねるごとに時代を超えてなお愛される大スターが次々に登場していったため、ランキング企画においては不利になってしまうのかもしれないと評されている。